# Coenosia angustifolia
Coenosia angustifolia är en tvåvingeart som beskrevs av Xue och Tong 2004. Coenosia angustifolia ingår i släktet Coenosia och familjen husflugor. Inga underarter finns listade i Catalogue of Life.